# Standard deschis
Un Standard Deschis (en: Open standard) este un standard care este disponibil public și căruia i se asociază diverse drepturi de utilizare; de asemenea, poate avea diverse proprietăți în modul cum a fost conceput (de exemplu, printr-un proces deschis). Nu există o definiție unică, interpretările variază în funcție de utilizare. 

## Definiții
Termenii „Deschis” și „Standard” au o gamă largă de semnificații asociate cu utilizarea lor. Există o serie de definiții ale standardelor deschise care subliniază diferite aspecte, inclusiv deschiderea procesului de redactare și dreptul de proprietate asupra standardelor. Termenul „Standard” se limitează uneori la tehnologii aprobate de comisii oficiale care sunt deschise participării tuturor părților interesate și funcționează pe bază de consensuală. 
Definițiile termenului „Deschis” utilizat de cadrele universitare, Uniunea Europeană și unele dintre guvernele sau parlamentele sale membre, cum ar fi Danemarca, Franța și Spania, se opun standardelor deschise care necesită taxe de utilizare, la fel ca și guvernele din Noua Zeelandă, din Africa de Sud și din Venezuela.

### Definiția Standardului Deschis, dată de Uniunea Europeană
Uniunea Europeană a adoptat următoarea definiție în European Interoperability Framework:
„Pentru a realiza interoperabilitate în contextul serviciilor de e-Guvernare pan-europene, îndrumătorii trebuie să se concentreze asupra Standardelor Deschise.
Aici, cuvântul „deschis” înseamnă îndeplinirea următoarelor cerințe:
- Standardul este adoptat și va fi întreținut de către o organizație non-profit, iar dezvoltarea sa continuă are loc pe baza unei proceduri deschise de adoptare a deciziilor, disponibilă tuturor părților interesate (prin consens sau majoritate de voturi);
- Standardul a fost publicat, iar documentul ce îl conține este disponibil fie gratuit, fie contra unei sume fixe. Este necesar să se permită oricui să copieze, distribuie și utilizeze documentul, fie gratuit, fie contra unei sume fixe.
- Drepturile de proprietate intelectuală - adică eventualele  patente - aplicabile standardului (sau unor părți din el) au fost făcute publice în mod irevocabil și nu se solicită nici un fel de taxă utilizatorilor standardului;
- Nu există nici o constrângere asupra reutilizării standardului.[2]”

## Declarația de la Haga
Recunoscând avantajele folosirii Standardelor Deschise în administrația publică, Organizația pentru Standarde Digitale (DIGISTAN) a propus o petiție internațională (Declarația de la Haga) pentru introducerea obligativității folosirii acestui gen de standarde în proiectele guvernamentale.